# Fabulous Boys
Fabulous Boys (chinês tradicional: 原來是美男) é uma série de televisão taiwanese, estrelada por Cheng Yu Xi, Jiro Wang, Hwang In Deok e Evan Yo. Ela é um remake do drama sul-coreano You're Beautiful, que foi ao ar em 2009.

## Sinopse
Gao Mei Nan é escolhido para ser o quarto integrante da banda A.N.JELL. No entanto, devido imprevistos, ele não pode assinar o contrato. Assim, seu agente vai atrás de sua irmã gêmea, Gao Mei Nu, fazendo-a passar por ele e, dessa forma, assinar o contrato. Devido a promessa que encontrariam sua mãe, Gao Mei Nu resolve se passar por ele, indo morar com os garotos da banda e fazendo de tudo para ninguém desconfiar que ela é, na verdade, uma garota.

## Elenco
- Cheng Yu Xi como Gao Mei Nu e Gao Mei Nan
- Jiro Wang como Huang Tai Jing
- Hwang In Deok como Jiang Xin Yu
- Evan Yo como Jeremy
- Bao Wei Ming como An Shi Jie
- Zhang Qin Yan como Ke Ti
- Da Mu como instrutor de dança da AN*Music
- Xia Yu Xin como Ding Ya Zi
- Chen Wei Min como Mark
- Jenna Wang como Liu Xin Ning
- Tian Li como Mu Hua Lan
- Renzo Liu como Jin Da Pai
- Gao Yu Shan como Gao Mei Ci
- Park Shin-hye como Go Mi Nyu[1]

## Trilha sonora
A trilha sonora de Fabulous Boys foi lançada em 11 de junho de 2013 pela Warner Music Taiwan. O álbum contém dez canções. O tema de abertura da série é "Promise" por Jiro Wang, enquanto o encerramento é "Be with Me" por Evan Yo.
| N.º | Título                                                | Artista                        | Duração |  |
| 1.  | "Promise" (約定)                                      | Evan Yo, Jiro Wang, Pets Tseng | 3:48    |  |
| 2.  | "Most Quiet Words" (最安靜的話)                       | Evan Yo                        | 4:12    |  |
| 3.  | "Believe" (相信嗎(versão solo))                       | Jiro Wang                      | 4:24    |  |
| 4.  | "My Star Is Crying In the Dark" (黑暗中,我的星星在哭) | Evan Yo                        | 4:27    |  |
| 5.  | "Half of Me" (半個人)                                 | Jiro Wang                      | 4:25    |  |
| 6.  | "Gemma Fighting" (高美男Fighting)                     | Evan Yo, Jiro Wang, Pets Tseng | 4:01    |  |
| 7.  | "Be With Me" (好不好)                                 | Evan Yo                        | 3:30    |  |
| 8.  | "A Life Time of Waiting" (一生守候)                   | Jiro Wang                      | 4:21    |  |
| 9.  | "Can’t Stop" (愛情怎麼喊停)                           | Pets Tseng                     | 4:24    |  |
| 10. | "Believe" (相信嗎)                                    | Evan Yo, Jiro Wang, Pets Tseng | 3:58    |  |